# Карол Бејкер
Карол Бејкер (енгл. Carroll Baker) је америчка глумица, рођена 28. маја 1931. године у Џонстауну.

## Филмографија
| Улоге Карол Бејкер |               |               |       |          |
| Година             | Српски назив  | Изворни назив | Улога | Напомена |
| 1987.              | Челични коров |               |       |          |
| 1997.              | Игра          |               |       |          |